# Hallelujah (альбом)
Hallelujah — четвёртый студийный альбом группы Canned Heat, выпущенный в 1969 году. Последний альбом, записанный классическим составом группы. Вскоре Генри Вестайн покинул группу перед записью следующего альбома Future Blues. В 2001 году альбом был переиздан на CD лейблом MAM productions с четырьмя бонус-треками.

## Список композиций
Сторона 1
1. «Same All Over» (Canned Heat, Генри Вестайн) — 2:51
2. «Change My Ways» Алан Уилсон[англ.]) — 2:47
3. «Canned Heat» (Боб Хайт[англ.]) — 4:22
4. «Sic ’em Pigs» (Боб Хайт, Букер Т. Уайт) — 2:41
5. «I’m Her Man» (А. Ли — реальный автор песни Боб Хайт[9]) — 2:55
6. «Time Was» (Алан Уилсон) — 3:21

Сторона 2
1. «Do Not Enter» (Алан Уилсон) — 2:50
2. «Big Fat (The Fat Man)» (Дэйв Бартоломью, Фэтс Домино) — 1:57
3. «Huautla» (В. Вольф — реальный автор песни Адольфо де Ла Парра[англ.][9]) — 3:33
4. «Get Off My Back» (Алан Уилсон) — 5:10
5. «Down in the Gutter, But Free» (Canned Heat) — 5:37

Бонус-треки на издании 2001 года
1. «Time Was» (Single Version) (Алан Уилсон) — 2:34
2. «Low Down» (Canned Heat) — 2:30
3. «Poor Moon» (Алан Уилсон) — 2:43
4. «Sic 'Em Pigs» (Single Version) (Боб Хайт, Букер Т. Уайт) — 1:54

## Участники записи
Canned Heat:
- Боб Хайт[англ.] — вокал
- Алан Уилсон[англ.] — слайд-гитара, вокал, губная гармоника
- Генри Вестайн — ведущая гитара
- Ларри Тейлор — бас-гитара
- Адольфо де Ла Парра[англ.] — ударные

| Дополнительный персонал: - Эрнест Лейн — фортепиано - Марк Нафталин — фортепиано - Эллиот Ингбер — бэк-вокал - Хавьер Батис — бэк-вокал - Майк Пачеко — бонги | Технический персонал: - Скип Тейлор — продюсер - Canned Heat — продюсер - Рич Мур — звукоинженер |